# Mekhilta deRabbi Ishmaël
La Mekhilta deRabbi Ishmaël (judéo-araméen occidental (en) : מכילתא דרבי ישמעאל « Règles de Rabbi Ishmaël ») est un Midrash halakha de l’ère de la Mishna qui suit l’opinion de l’école de Rabbi Ishmaël, et dont l’équivalent dans l’école de Rabbi Akiva est la Mekhilta deRabbi Shimon. Elle est divisée en neuf traités sur la portion centrale du Livre de l’Exode :
- Massekhta dePis’ha (Exode 12:1-13:16) sur l’offrande pascale et la sortie d’Égypte
- Massekhta deVayehi beshalla’h ou Massekhta Beshallah (Exode 13:17-14:31) sur le passage de la Mer des Joncs
- Massekhta deShirta (Exode 15:1-21) sur le cantique de la mer
- Massekhta deVayassa (Exode 15:22-17:7) sur les périples des enfants d’Israël après la traversée de la mer, et la tombée de la manne
- Massekhta deAmaleq (Exode 17:8-18:27) sur la guerre contre Amalek et le conseil de Jéthro
- Massekhta deBa’hodesh (Exode 19:1-20:22) sur le don de la loi au mont Sinaï
- Massekhta deNeziqin (Exode 21:1-22:23) sur les lois des dommages dans la première partie de la parasha Mishpatim
- Massekhta deKaspa (Exode 22:24-23:19) sur les lois monétaires et autres de la seconde partie de cette parasha
- Massekhta deShabta (Exode 31:12-17 & 35:1-3) sur les lois du chabbat.